# Baccanale
Il baccanale (latino: Bacchanalia) era una festività romana a sfondo propiziatorio, di origine greca. Il nome è di origine romana e deriva da rituali dedicati a Bacco, ma la sua origine è più antica; risale alla Magna Grecia, dove era fortemente radicata nei territori campani e lucani come culto di Dioniso, identificato con Bacco e Liber. In epoca romana, ma anche prima, era una festa orgiastica divenuta in un secondo momento (o forse ritornando alle origini) propiziatoria degli dei in occasione della semina e della raccolta delle messi.

## Il baccanale nell'antichità
La diffusione del culto di Bacco a Roma avvenne intorno al II secolo a.C. Analogamente al culto di Dioniso in Grecia, da cui deriva, si trattava di un culto misterico, ossia riservato ai soli iniziati (originariamente solo donne, le baccanti) con finalità mistiche. Al contrario di altri culti misterici, il baccanale aveva due tipi di funzione religiosa: una privata e l'altra pubblica. Le feste che erano rappresentate in pubblico, poi si portarono su opere teatrali drammatiche — tragedie o commedie satiriche. Il secondo tipo di celebrazione era piuttosto votato alla frenesia sessuale e al culto antipolitico, che mirava al rilascio della tensione sessuale tra i partecipanti.
Nel 186 a.C., un'indagine senatoriale, e lo scandalo che ne conseguì, portò a una profonda riforma dei baccanali. Il Senato, dietro iniziativa di Marco Porcio Catone, emise un senatoconsulto, noto come Senatus consultum de Bacchanalibus al fine di sciogliere il culto con distruzione dei templi, confisca dei beni, arresto dei capi e persecuzione degli adepti.  

In seguito i baccanali sopravvissero come feste propiziatorie, ma senza più la componente misterica.
Spesso il baccanale coinvolgeva più popolazioni di un territorio che si riunivano per diversi giorni in un luogo-simbolo, dove venivano praticati anche sacrifici animali; sicuramente le pratiche sessuali che vi si svolgevano erano anch'esse finalizzate alla propiziazione ma anche ai festeggiamenti per i pastori che ritornavano dalla transumanza dopo un'intera stagione. Nella Roma del II secolo però tali aspetti erano evidentemente assenti e una delle questioni che portò al senatoconsulto de Bacchanalibus fu il fatto che durante tali riti venne riportato che gli adepti esercitassero violenze che colpivano senza distinzione uomini liberi e donne, "talmente segreti che talvolta non rimanevano neppure i corpi per la sepoltura", oltre a vari altri illeciti. Ciò era in contrasto con le leggi romane che impedivano tali atti tra cittadini, pur permettendole nei confronti degli schiavi.

## Lo scandalo del 186 a.C.

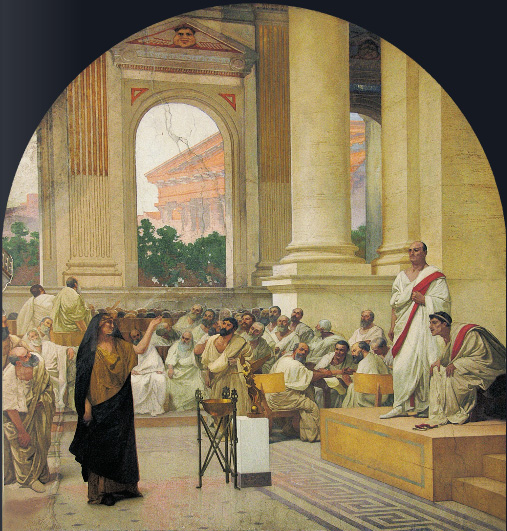
La liberta Fenenia Ispala denuncia l'associazione dei Baccanali di Cesare Maccari (Corte suprema di Cassazione)

Tito Livio, la principale fonte letteraria romana sui primi baccanali, sostiene che la prima forma della festività era aperta alle sole donne e si svolgeva durante tre giorni dell'anno, alla luce del giorno; mentre nella vicina Etruria, a nord di Roma, un "greco di umili origini, versato nei sacrifici e negli auguri" aveva stabilito una versione notturna che comprendeva celebrazioni che facevano uso di vino, il che acquisì un seguito entusiasta di donne e uomini. Era la versione notturna dei baccanali, quando il vino e la mescolanza dei sessi creavano una miscela propria alla dissolutezza, che Livio descrive come un luogo in cui si verificano tutti i mali, come potevano essere gli omicidi sacri. Il periodo dei baccanali sarebbe stato, secondo Livio, il momento migliore per commettere delitti per il fatto che le molte grida e il suono degli strumenti facilitavano nascondere un crimine a Roma.
Livio riferisce di un grave incidente politico che coinvolse Paculla Annia, una sacerdotessa campana di Bacco, fondatrice di un culto privato e non ufficiale dei baccanali a Roma, con sede presso il boschetto di Stimula, laddove il versante occidentale dell'Aventino scende verso il Tevere. L'Aventino era un quartiere etnicamente misto, fortemente identificato con la classe plebea di Roma ed era la porta d'entrata privilegiata di nuovi culti forestieri. Il dio del vino e della fertilità Liber Pater, divino patrono dei diritti dei plebei, delle libertà e degli auspici, aveva un culto ufficiale consolidato da tempo nel vicino tempio che condivideva con Cerere e Proserpina e viene descritto da molte fonti come l'equivalente di Dioniso e Bacco a Roma. Paculla aveva modificato il culto, avvicinandolo a quello praticato in Etruria, coinvolgendo non solo matrone romane, ma anche uomini e donne di ogni origine, aumentando le riunioni a cinque al mese.
Ben presto queste festività attirarono l'attenzione della popolazione e vennero viste come pericolose per l'ordine morale e sociale, date le voci che circolavano sulle violenze estreme su uomini e animali che vi si praticavano. Nel 186 a.C., un'indagine senatoriale, e lo scandalo che ne conseguì, portò a una profonda riforma dei baccanali. Ciò che diede inizio allo scontro tra i praticanti dei baccanali e il Senato fu la testimonianza di Publio Ebuzio, della gens Aebutia. Egli portò alla luce l'esistenza del culto misterico quando si vide costretto a scegliere tra diventare un iniziato o avere una relazione con la liberta Ispala Fecenia. Ispala avvertì Publio dei pericoli, che lei credeva fossero legati al culto. Dopo essere stato esiliato dalla sua casa di famiglia, Publio e Ispala vennero chiamati a informare il Senato sui baccanali. L'indagine che ne seguì portò il Senato a credere che gli iniziati dei baccanali non stessero solo portando lode al dio durante le feste, ma progettando una rivolta contro il Senato stesso. Sotto la copertura della religione, i sacerdoti e gli accoliti infrangevano impunemente le leggi civili, morali e religiose. L'intervento senatoriale con i baccanali fu quindi politico e non aveva nulla a che fare con la divinità Bacco, poiché essi accettavano tutte le religioni. I due consoli eletti Quinto Marcio Filippo e Spurio Postumio Albino vennero incaricati attraverso un senatoconsulto, noto come Senatus consultum de Bacchanalibus, di sciogliere il culto di Bacco e provvedere alla distruzione dei templi con la confisca dei beni e l'arresto dei capi e la persecuzione degli adepti. Gli accusati furono ben 7000, sia uomini che donne. I capi del culto vennero identificati in Marco e Gaio Atinio di Roma, Lucio Opiterio di Falerii e il campano Minio Cerrinio. Conseguentemente, molti adepti fuggirono dalla città, mentre altri vennero incarcerati o giustiziati. Livio sostiene inoltre che, mentre il culto esercitava un particolare fascino su coloro che non erano istruiti, come i giovani, i plebei, le donne (levitas animi) e gli "uomini più simili alle donne", la maggior parte della popolazione della città era comunque coinvolta e nemmeno la classe patrizia di Roma ne era immune.

### La riforma dei baccanali
Nel 186 a.c., una riforma del culto, rimasta sotto forma di un'iscrizione ritrovata nel 1640 a Tiriolo, in Calabria, la Senatus consultum de Bacchanalibus, portò i baccanali sotto il controllo del Senato e, di conseguenza, dei pontefici. I capitoli e i collegi di culto esistenti vennero smantellati. Le congregazioni miste erano permesse, ma erano limitate a non più di due uomini e tre donne, e ogni raduno di un baccanale doveva chiedere il permesso al Senato. Agli uomini era ormai proibito diventare sacerdoti di Bacco.
Nonostante la loro abolizione ufficiale, i baccanali illeciti persistettero segretamente per molti anni, in particolare nell'Italia meridionale, il loro probabile luogo d'origine. I baccanali riformati e ufficialmente approvati avrebbero avuto poca somiglianza con i precedenti baccanali affollati, estatici e disinibiti. Una simile limitazione può essere stata imposta anche ai culti di Liber; la sua associazione percepita o effettiva con i baccanali può essere la ragione per cui i suoi Liberalia ludi del 17 marzo vennero temporaneamente spostati ai Cerealia di Cerere del 12-19 aprile. I baccanali furono ripristinati quando la ferocia della reazione senatoriale si placò, ma in forma controllata e molto modificata.

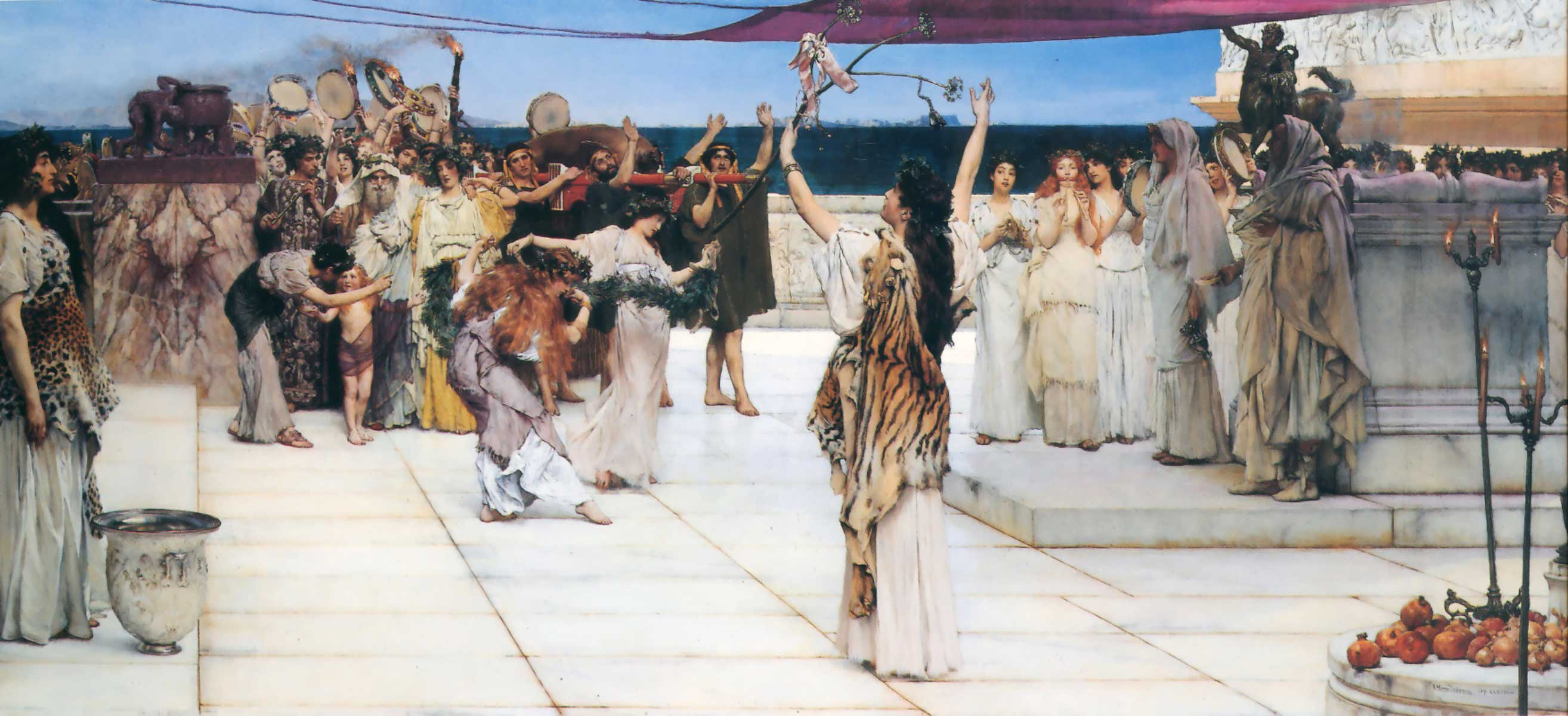
Rappresentazione dei Bacchanalia da un dipinto di Lawrence Alma-Tadema
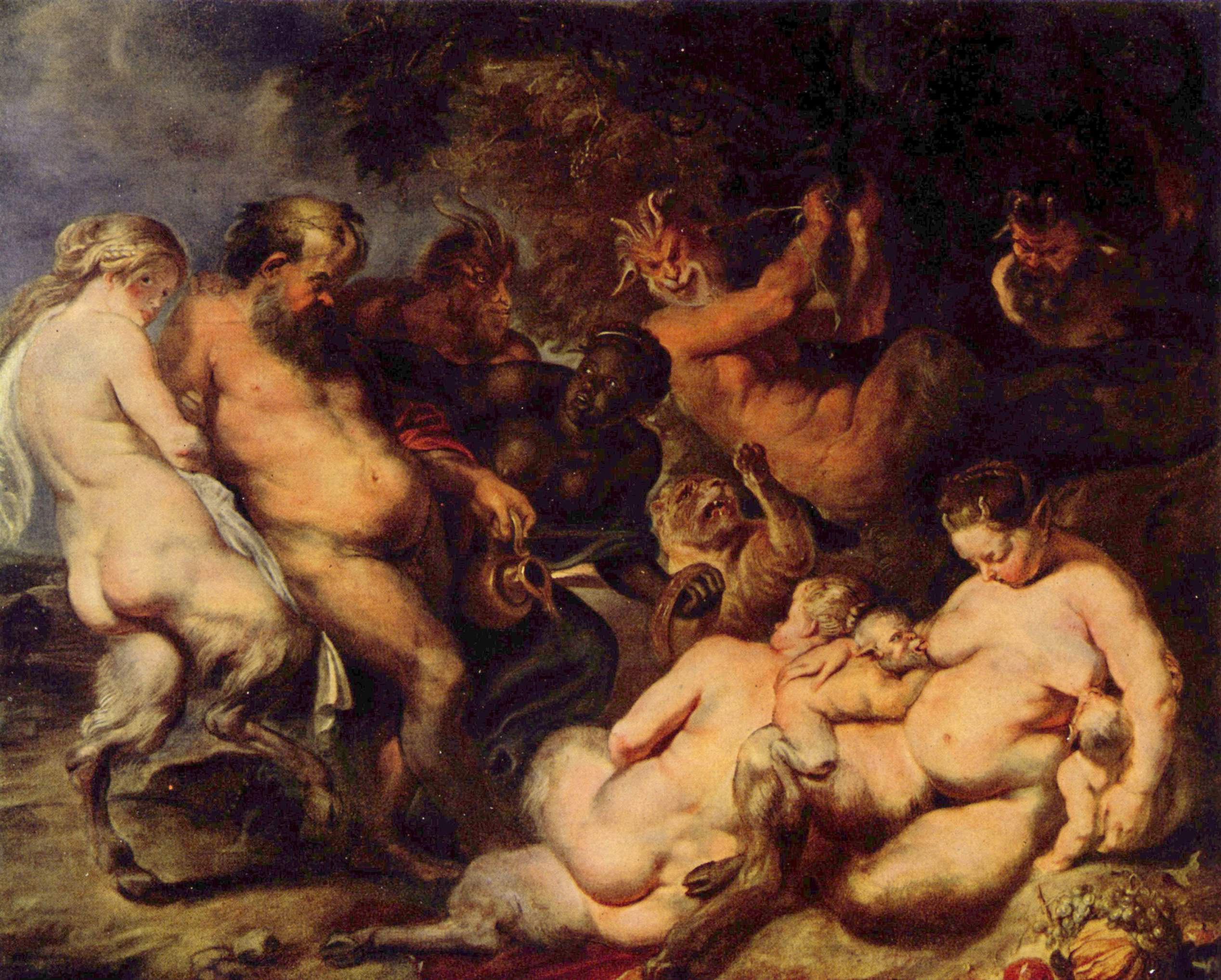
Rubens, Baccanale 2
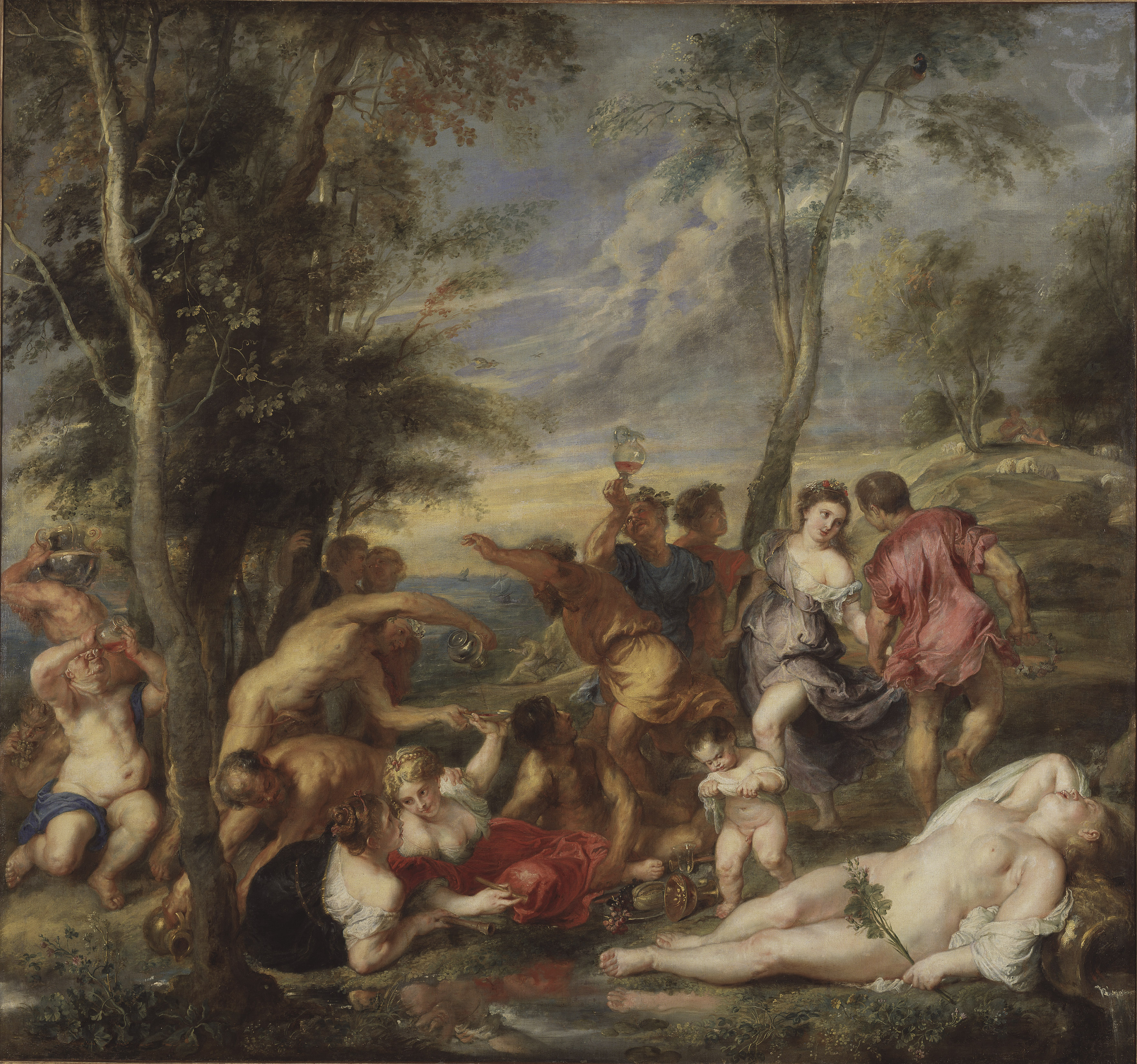
Tiziano, Baccanale 3